# Хакасская антропонимия
Хакасская антропонимия — хакасская система личных имён, количество которых превышало несколько тысяч. Многочисленность их объясняется тем, что, во-первых, почти от любого слова можно было образовать антропоним и, во-вторых, младенца не называли по имени умерших. Большинство имён образованы при помощи общетюркских формантов: «бай» — богатый, «бий» — судья, «хан» — царь, монгольского «тай» и, возможно, рус. «ча». Например: Арыхпай, Азылбай, Хулахпай, Алабий, Тохтабий, Турабий, Айхан, Айдархан, Астай, Хучандай, Оргыдай, Соянча, Астанча и другие.
Среди хакасских антропонимов нет резких различий между мужскими и женскими именами. Многие из них применяются как для женщин, так и для мужчин. Например: Алтай, Арамзар, Мамай, Наран. В последнее время под влиянием русской культуры к именам девочек стали добавлять окончания женского рода. Например: Сояна, Карима, Аяна, Сабира.
В ряду имён девочек встречаются названия продуктов питания, женской одежды и украшений. Например: Пызылах — «сыр», Коче — «ячмень», Хурчу — «напёрсток», Ызырға — «сережка» и т. д. Для мальчиков выбирали названия предметов мужских принадлежностей: Мылтых — «ружьё», Пычахтағ — «имеющий нож», Ханза — «курительная трубка». Вероятно, наиболее древними надо считать имена, связанные с названиями окружающего мира. Например: Саасхан — «сорока», Хулун — «жеребёнок», Хозан — «заяц», Порчо — «цветок», Сарғай — «сарана», Нымырт — «черёмуха» и т. д.
Хакасы в качестве имён привлекали данные этнонимики: Тадар — самоназвание, Соян — «тувинец», Хазах — «русский».
Когда в семье умирали дети (особенно мальчики), то новорождённым давали неблагозвучные имена, как защиту от нечистых сил. Например: Кютен — «задница», Паға — «лягушка», Кочик — «задняя часть». Младенца называли Артик — «лишний», когда уже больше не желали иметь детей. Братьям и сёстрам предпочитали давать сходные по звучанию имена.
При уважительном обращении к мужским именам добавляли слово «абаа» — дядя, а к женским — «пиче» — старшая сестра. Отчество человека всегда ставится впереди имени. Последнее слово даётся с окончанием притяжательного падежа. Например: Сатик Обдозы — Евдокия Сатиковна, Адон Орахайы — Орахай Адонович.
Основной состав имён представляют общетюркские антропонимы, имеющие аналогии среди многих народов Саяно-Алтая и Средней Азии. Встречаются также имена монгольского, арабского и персидского происхождения. В связи с христианизацией хакасского населения, количество имён значительно расширилось за счёт проникновения русских антропонимов. Многие из них подверглись хакасскому звучанию. Например: Аркас — Аркадий, Апонча — Афанасий, Кабрис — Гавриил, Самой — Самуил, Черебей — Еремей.
Хакасская система антропонимики отличается строгостью разделения на 150 сеоков (родов), и свободой выбора и творческим отношением к имени. В существующих списках хакасских имён зафиксировано более 2000 вариантов. До распространения христианских обычаев, применение стандартизированных (исторических) имён считалось неприемлемым. В этом отношении хакасские обычаи близки китайским. Тем не менее, выбор имени определялся некоторыми приметами и астрологическими соображениями. Одним из регуляторов антропонимики являлся двенадцатилетний цикл мюче, приводящий к некоторой зависимости имени ребёнка от года рождения. Хакасскими этнографами описаны также обычаи внеантропонимических табу на употребление в быту жёнами слов однокоренных с именем мужа. Так если мужа зовут Малта (топор), то жена топор называет «острый» и пр.

## Краткий список хакасских имён
- Адай — собака
- Айа — ладонь
- Айалтын — золотая рука
- Айан — путешествие
- Айас — ясное небо
- Айдас — могучий
- Ака — дедушка
- Алджыбай — любитель ходить в гости
- Алас — дятел
- Кюске — кошка
- Тюлгю — лиса
- Хозан — заяц
- Чабалка — старенькая (ж.)
- Чабас — спокойный
- Чайах — «леточко» (ум. от «лето»)
- Чалбах — широкая
- Чама — горный чеснок
- Чахайах — цветок (ж.)
- Чаджах — старшая сестрёнка (ж.)
- Чиис — пища
- Чибек — шёлковая (ж.)
- Чола — попути
- Чолбанах — полозья нарт
- Чоон Хыс — толстая девочка (ж.)
- Чортах — беглец
- Чохырай — пёстрая (ж.)
- Чудан — худой
- Чухул — неудобный
- Чынма — козерог
- Чюстюк — перстень (ж.)
- Ызыгас — синица (ж.)
- Ызырга — серьга (ж.)
- Ызыргаджах — серёжечка (ж.)

## Русские имена в хакасской адаптации
Русские мужские имена в хакасской адаптации:
- Адырин — Андрей
- Аличе — Алёша
- Илексей — Алексей
- Апанис — Афанасий
- Аркас, Кадай — Аркадий
- Арсаи — Арсений
- Артомай (Артамин, Иртемис) — Артём
- Астапай — Остап
- Ибден (Ибдес) — Евгений
- Игнас — Игнатий
- Икен — Иннокентий
- Ипинче — Ефим
- Илке — Илья
- Ирдон — Родион
- Кабыр — Гавриил
- Кернеп — Корней
- Кіриле — Кирилл
- Кине — Геннадий
- Коргай — Георгий
- Лепин — Лев
- Макрат — Макар
- Матпаи — Матвей
- Миике — Дмитрий
- Мукул — Николай
- Орамай — Роман
- Пабут — Павел
- Пайса — Василий
- Пико — Виктор
- Поот — Петр
- Сандыр — Александр
- Секер — Захар
- Сӧмче, Сӧмӧн — Семен
- Толин — Анатолий
- Чопор — Егор
- Мухонис — Михаил
- Ылаатмыр — Владимир
- Ырон — Мирон